# УСТ Дніпро (Корнберг)
УСТ «Дніпро» (Українське Спортове Товариство «Дніпро») — українське спортивне товариство з німецького міста Корнберг (повіт Ротенбург-на-Фульді).
Товариство засновано 12 квітня 1946 року в оселі українських переміщених осіб з 2650 жителями і мало 182 членів. Засновниками товариства були: Степан Главин, Іван Слободян, Михайло Маланюк, Павло Смалько і Степан Ярема. Головою став С. Гладун і секретарем Дмитро Пищ. Від осені 1947 р. ці пости займали Міняйло і Степан Раявський.
Праця товариства проходила в таких секціях:
- волейбол чоловіків — розіграла 12 змагань і на міждіпівському турнірі в Арользені зайняла друге місце;
- настільний теніс — 8 змагань;
- легка атлетика — 1 біг навпростець, два «Дні Фізичної Культури» і участь в обласних 1946 р. і міждіпівських змаганнях в 1946 р. в Касселі (2-е місце) і в Шварценборні (теж 2-е місце);
- важка атлетика — вправляла з 10 членами та розіграла одні змагання (перемогли);
- бокс — вправлялося 12 членів;
- гімнастика — влітку 1946 і 1947 рр. щоденну ранішню фіззарядку відвідувало постійно до 60 чоловіків і до 12 жінок;
- шахи — 9 змагань і організація обласного індивідуального турніру в 1947 р.;
- футбол — команда розіграла 51 гру, в тому числі 32 з чужинцями. У сезоні 1946–1947 рр. здобула першість області і після важких ігор увійшла до «кляси першунів» (вищого дивізіону). У дружині вирізнялися спортсмени: Шапка, Камат і Козар.

Діяльність товариства велася у складних умовах: не було свого майданчика, а змагання проводилися розігравало у віддаленій 12 км місті Бебрі, в якій українців взагалі не було. Через те товариство не могло отримувати жодних прибутків, а найближчий український табір був аж за кількасот км в Ашаффенбурзі. Тим самим участь в обласних турнірах була дуже ускладнена, не було конкуренції і завзяття.